# Темрюк (річка)
Темрю́к — мала річка України, притока р. Каратюк, що в свою чергу впадає в р. Берда. Тече територією Нікольського району Донецької області. Бере початок на східній околиці села Труженка тече на південь через села Темрюк, Веселе і на околиці останнього впадає у Каратюк. Річка перебуває в межах регіонального ландшафтного парку «Половецький степ» На північ від села Старченкове на правому березі Темрюка знаходиться Ентомологічний заказник місцевого значення «Старченківський». Довжина річки — трохи більше 10 км.
Основна притока: балка Осикова, малі потічки.